# Ebrar Karakurt
Ebrar Karakurt, född 17 januari 2000 är en turkisk volleybollspelare (spiker).
Karakurt började spela volleyboll med DSİ Spor i Balıkesir. Hon flyttade som ung till Bursa där hon gick i skolan och spelade med Bursa BBSK i Sultanlar Ligi 2014-2015. Samtidigt hade hon redan som 12-åring anslutit till Vakıfbank SK på en dubbellicens och hon fortsatte efter 2015 att spela med dem, vilket hon först gjorde i ungdomslaget och senare i seniorlaget. Med klubben vann hon bland annat CEV Champions League 2017–2018. Hon gick över till Türk Hava Yolları SK på lån 2020 och fortsatte 2021 till AGIL Volley
Hon deltog med U-18 landslaget vid U18-EM 2017, och vid U-18 VM samma år, där Turkiet kom fyra och där hon själv utsågs till (en av två) bästa ytterspiker. Dessutom deltog hon även samma år vid U23-världsmästerskapet i volleyboll för damer, vilket Turkiet vann. Med seniorlandslaget har hon vunnit silver vid EM 2019, brons vid EM 2021 och guld vid EM 2023.
I augusti 2021 skapade ett foto som Karakurt lade upp på Instagram med Karakurt och hennes flickvän uppmärksamhet då bland annat den konservativa tidningen Takvim återpublicerade bilden och ansåg att den och förhållandet var skandalöst, samtidigt som bland annat lagkamrater stöttade Karakurt.